# Arthur Wear
Arthur Yancey Wear (St. Louis, 1º marzo 1880 – Argonne, 6 novembre 1918) è stato un tennista statunitense.
Disputò il torneo doppio di tennis, assieme a Clarence Gamble, ai Giochi olimpici di Saint Louis 1904, in cui vinse la medaglia di bronzo. Allo stesso torneo prese parte anche suo fratello Joseph Wear.
Wear morì durante l'offensiva della Mosa-Argonne nella prima guerra mondiale.

## Palmarès
In carriera ha conseguito i seguenti risultati:
- Giochi olimpici

St. Louis 1904: una medaglia di bronzo nel doppio maschile.